# 南楊州屠殺事件
南楊州屠殺事件，是1950年10月至1951年初發生在南韓京畿道南楊州市的屠殺事件，警察和當地軍人殺了430人，其中23人不足10歲。
當時第二次漢城戰役勝利後，韓國當局逮捕並處決被指同情北朝鮮的南韓人和他們的家人。
在2005年5月22日，南韓真相與和解委員會要求韓國政府對大屠殺道歉和受害者進行支援。